# Klaus Saemann
Klaus Saemann (* 11. März 1966 in Peine) ist ein deutscher Rechtsanwalt und Kommunalpolitiker (SPD). Seit dem 1. November 2016 ist er Bürgermeister der Stadt Peine.

## Ausbildung und Beruf
Saemann wuchs in Dungelbeck auf. Sein Abitur legte er am Peiner Gymnasium am Silberkamp ab. Nach seiner Zeit als Soldat im Sanitätsbataillon in Hildesheim begann er ein Studium der Rechtswissenschaften an der Georg-August-Universität Göttingen, welches er erfolgreich abschloss. Das anschließende Referendariat absolvierte er am Oberlandesgericht Braunschweig.
Von 1996 bis zu seinem Amtsantritt als Bürgermeister war Saemann als Rechtsanwalt tätig, wobei er sich auf die Bereiche Familien- und Arbeitsrecht spezialisierte und zuletzt als Fachanwalt arbeitete.

## Politische Laufbahn
Bei der Bürgermeisterwahl 2016 setzte sich Saemann bei einer Stichwahl mit 52,2 % der Stimmen gegen Andreas Meier (CDU) durch. Er trat damit die Nachfolge von Michael Kessler (SPD) an. 2021 wurde Saemann mit 51 % der Stimmen gegen Jan-Philipp Schönaich (CDU) und Karl-Heinrich Belte (Freie Wähler) im Amt bestätigt.